# (15960) Hluboká
(15960) Hluboká (1998 CH) – planetoida z pasa głównego asteroid okrążająca Słońce w ciągu 4,42 lat w średniej odległości 2,69 j.a. Odkryta 2 lutego 1998 roku.